# 三木町コミュニティバス

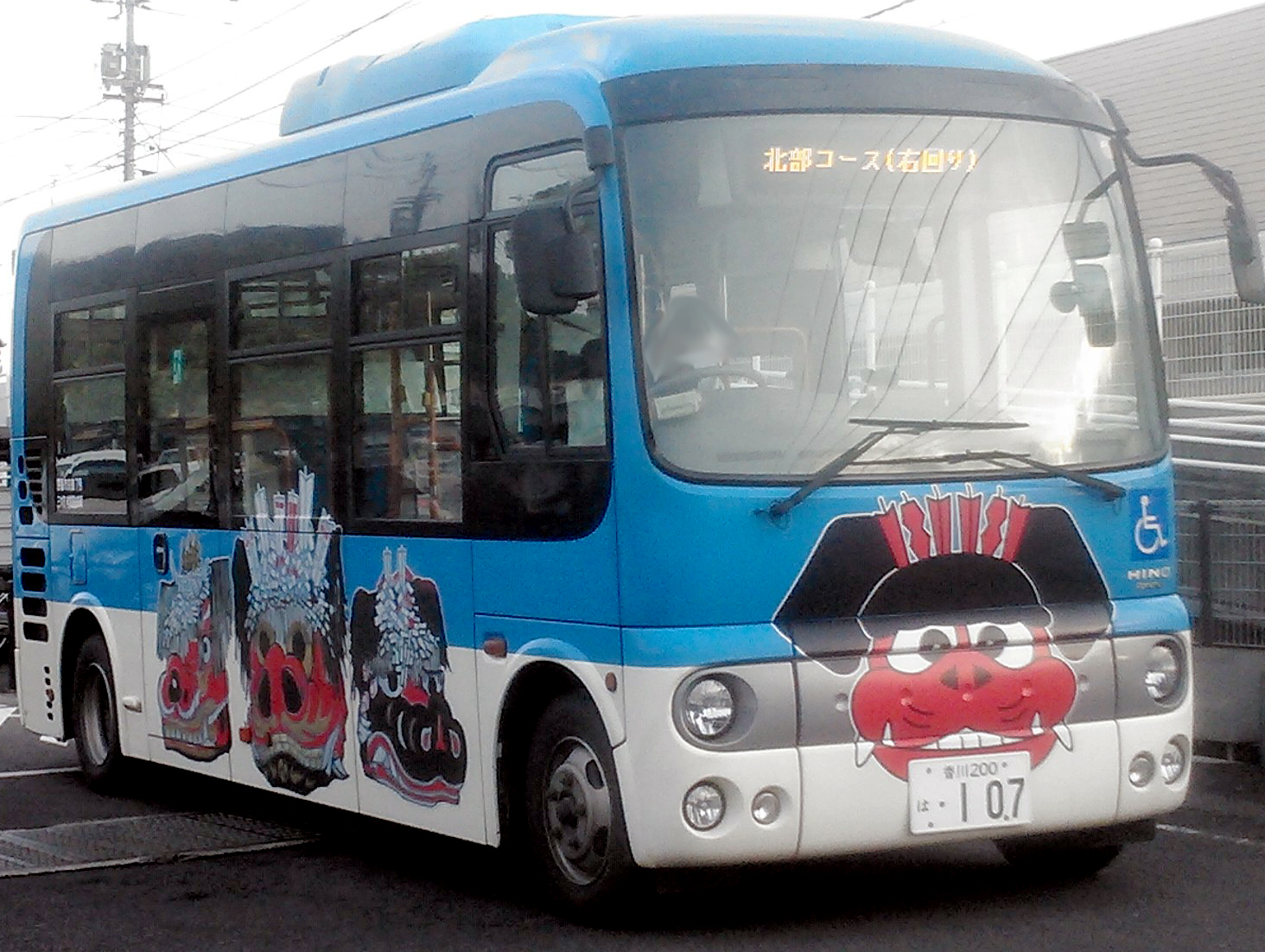
コミュニティバス 1号車

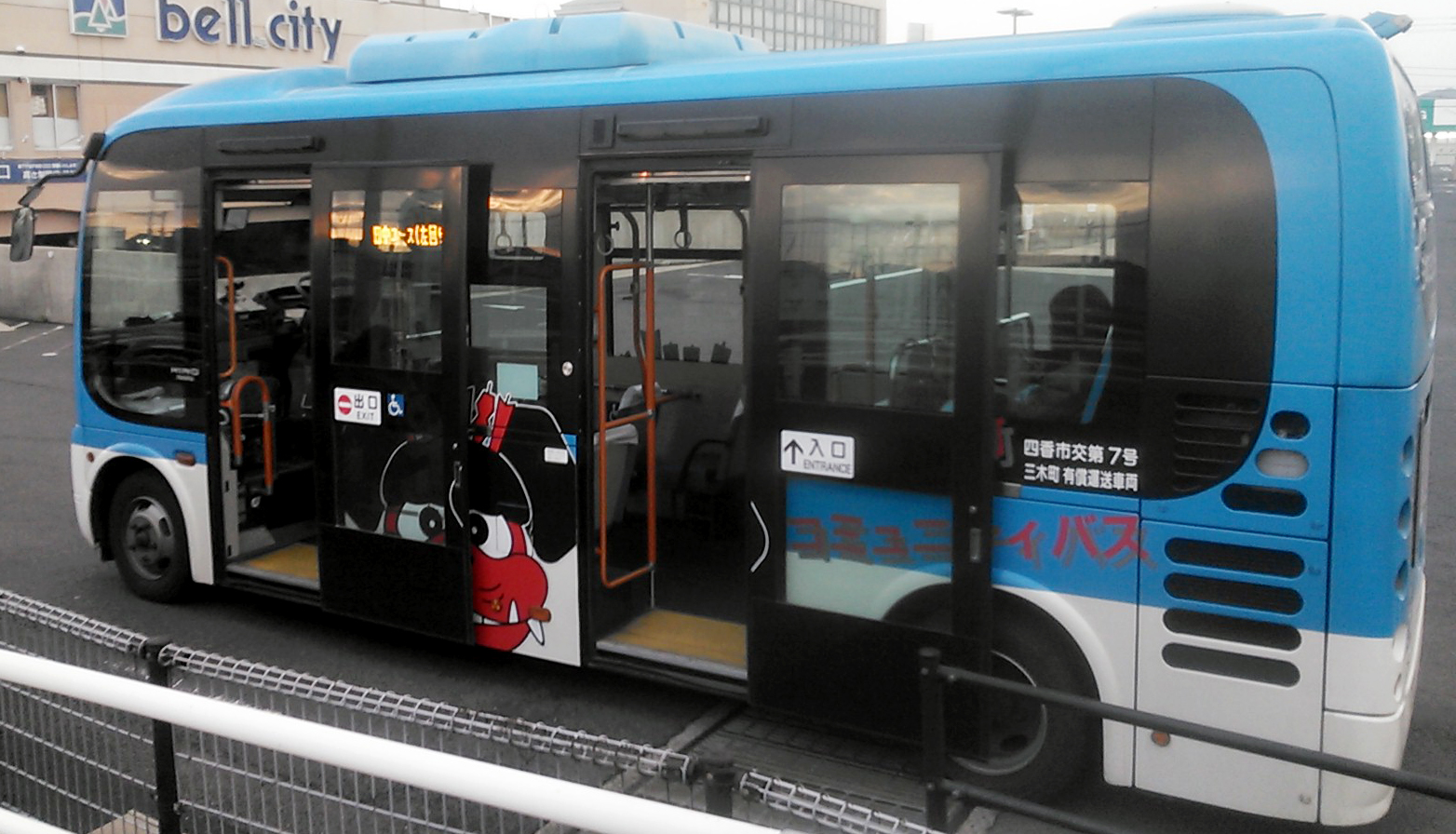
コミュニティバス 乗降面

三木町コミュニティバス（みきちょうコミュニティバス）とは、香川県木田郡三木町が大川自動車などに委託して運行しているコミュニティバスである。
2022年1月より三木町獅子バス（みきちょうししバス）あるいは単に獅子バス（ししバス）の愛称を用いている。

## ルート

### 現在のルート
- 平野北部線
  - 舞ちゃん号 池戸コース
  - 幸ちゃん号 井上コース
- 平野南部線
  - 幸ちゃん号 田中コース
  - 舞ちゃん号 井戸コース
  - 舞ちゃん号 神山コース
  - 幸ちゃん号 下高岡コース
- 山南地区デマンド型バス線
  - 小蓑・朝倉コース（火・金）
  - 奥山・鹿庭コース（月・木）

### 2021年12月以前のルート
- 町内循環線
  - 北部コース：学園通り駅 - 三木高前 - 山田 - 宮ノ浦西 - あけぼの荘 - 三木インター前 - 高速獅子の里三木 - 医学部付属病院 - 松原病院前 - 三木町役場 - 学園通り駅
  - 田中コース：学園通り駅 - 三木町役場 - 福万 - 穴田 - 上宮尾 - 農村運動広場 - 川原 - 四篠 - サンサン館みき - トレスタ白山 - 学園通り駅
  - 神山コース：学園通り駅 - 花丸（あいあいタウン前） - サンサン館みき - 山大寺 - 総合運動公園 - 神山公民館 - 鹿庭コミュニティセンター - 森橋 - 鹿庭コミュニティセンター - 中代 - 中井戸 - 南真行寺 - トレスタ白山 - 学園通り駅
- 山南地区線
  - 「三木町役場 - 学園通り駅 - ふれあいセンター（JA香川県三木支所）前 - 花丸」までは共通。
  - 奥山・鹿庭コースのうち森橋・鹿庭コミュニティーセンターまでは町内循環線神山コースを優先し、重複する区間内の停留所には「役場 - 花丸」間にある山南地区循環線共通設定の停留所にしか停車しない。
  - 下記の停留所区間はフリー乗降区間でもある
    - 奥山・鹿庭コース（火曜および木曜運行）： （森橋：神山コース停留所、停車せず）- 森橋南 - 花折 - 広野 - (さぬき市多和地区管内停留所設定なし) - 中山(中山生活改善センター前) - 堂ヶ平 - 津柳 - 氏の宮神社前 -（森橋：神山コース停留所、停車せず）
    - 小蓑・朝倉コース（水曜および金曜運行）： 赤坂 - 本村 - 中蓮 - 足田打 - 小蓑集会場 - 小蓑下所 -（足田打まで同道復路）- 吉谷 - 赤坂

## 運休日
- 日曜日、祝日、振替休日と年末年始（12月29日 - 翌年1月3日の6日間）

## 運賃
- 各ルート200円均一、乗り継ぎ可能
  - IruCa利用の場合は、カードの種別および利用回数によって割引がある。
  - 乗り継ぎ利用の場合は運転手に乗り継ぎの申告を行い、乗り継ぎ券を貰う。
  - 2021年12月31日までは各ルート一律100円。2022年1月より値上げ。

## ターミナル
- 学園通り駅（全路線停車）

## 他の公共交通機関との連絡
- 学園通り駅（全路線） - 高松琴平電気鉄道長尾線、学園通り駅
- マルナカ三木店停留所（神山・田中コース） - 大川バス引田線、鹿伏停留所
- 三木町役場前停留所（北部・田中コース） - 大川バス引田線、三木町役場前停留所
- 医学部付属病院停留所（北部コース） - ことでんバス高松医療センター・大学病院線、医学部付属病院停留所
- 高速獅子の里三木停留所（北部コース） - 各種高速バス（三木町#バスを参照）
- 広野～中山間フリー乗降区域（奥山・鹿庭コース）- さぬき市コミュニティバス志度多和線、馬草～中山区間内各停留所
  - さぬき市コミュニティバスの中山停留所は三木町コミュニティバスの中山停留所から国道377号に沿って北に500m離れている。逆行の場合は県境手前の脇道を南西に入る。さぬき市コミュニティバス中山停留所の南側に市町境看板が視認できるため、フリー乗降区間であることを利用して、その付近で乗降する事も可能である。
- 小蓑下所停留所（小蓑・朝倉コース） - ことでんバス塩江線、塩江停留所(道の駅しおのえ前)
  - 徒歩等連絡。国道193号を東に約5km、徒歩1時間。

## 歴史
- 2005年（平成17年）11月1日：三木町コミュニティバス運行開始。
- 2006年（平成18年）4月1日：路線、時刻の一部変更。
- 2008年（平成20年）4月1日：時刻の一部変更。サンサン館みき線廃止。
- 2010年（平成22年）4月1日：時刻の一部変更。停留所の新設。
- 2012年（平成24年）12月6日：山南地区各コース線、試験運用開始。
- 2013年（平成25年）10月1日：時刻の一部変更。停留所の新設。山南地区各コース線、本運用を開始。
- 2022年（令和4年）1月1日：「獅子バス」の愛称を制定。運用車両をマイクロバスからワゴン車に転換。各コースを再編。北部コースを池戸コースと井上コースに、神山コースを神山(新)コースと下高岡コースと井戸コースに、各々ルート分割させコースルートと停留所を増強。山南地区各コースの運用を三木タクシー株式会社に移管しデマンド型交通に転換。運賃を200円に値上げし、IruCa決済を導入、これに伴いIruCaエリアと片利用となっている交通系ICカード全国相互利用サービスのカードも利用可能となる。

## その他
- 三木町の田中、神山地区には、かつて旧コトデンバス（現ことでんバス）の田中線（高松築港 - 田中）と神山線（高松築港 - 神山）があった。しかし利用者の減少の影響もあり、最終的には高田駅 - 田中、高田駅 - 神山に縮小され、1998年（平成10年）廃止された。
- 三木町の奥山、小蓑地区には、かつて徳島西部交通の穴吹高松線（高松駅 - 仏生山 - 道の駅しおのえ - 清水峠 - 道の駅藍ランドうだつ - 穴吹駅）が走っており同地区唯一となる高松市街地への主要公共交通機関であったが、2012年4月1日に休止となり翌2013年4月1日をもって完全に廃止された。
- ことでんおよび三木町コミュニティバスの利用者促進のため、学園通り駅の北側のベルシティ駐車場を利用して、三木町パークアンドライド駐車場が設けられている。